# Liaoyuan, Guangdong
Liaoyuan är ett stadsdelsdistrikt i sydöstra Kina. Det ligger i Puning i staden Jieyang i provinsen Guangdong, omkring 300 kilometer öster om provinshuvudstaden Guangzhou. Antalet invånare är 72 234. Befolkningen består av 35 077 kvinnor och 37 157 män. Barn under 15 år utgör 27,0 %, vuxna 15-64 år 66 %, och äldre över 65 år 6,0 %.